# قضاء المجر الكبير
قضاء المجر الكبير أحد أقضية محافظة ميسان جنوب العراق، تبعد عن مدينة العمارة مركز المحافظة بحوالي 33 كم ويبلغ عدد سكانه حوالي 215 الف نسمة.